# Ectoedemia orbiculata
Ectoedemia orbiculata is een vlinder uit de familie dwergmineermotten (Nepticulidae). De wetenschappelijke naam werd voor het eerst geldig gepubliceerd in 2020 door Diškus, Remeikis en Stonis.